# Строймир (жупан Рашки)
Строймир (серб. Строjимир Властимировић; *д/н — †бл.896) — жупан (князь) Рашки (Сербії) у 860 — бл.880 роках.

## Життєпис
Походив з династії Властимировичів. Син Властимира, жупана Рашки. Після смерті батька розділив владу з братами Мутімиром і Гойніком.
Разом з братами у 863 або 864 році відбив напад болгар під проводом хана Бориса. Серби полонили ханського сина Володимира з 20 болгарськими боярами. Після цього було укладено мирний договір з Болгарією.
Разом з братами сприяв християнізації сербів, для чого разом з Мутімиром і Гойніком звернувся до візантійського імператора Василя I. Підтримував християнських місіонерів.
З невідомих причин у 880-х роках вступив у конфлікт зі старшим братом Мутімиром, проте зазнав поразки й вимушений був тікати до Болгарії. Помер до 896 року. Його права на раський трон успадкував син Клонімир.